# Yuka Yoshida
Yuka Yoshida (吉田友佳?, Yoshida Yuka; Tottori, 1º aprile 1976) è un'ex tennista giapponese.

## Biografia
Ha raggiunto il suo best ranking in singolare il 11 agosto 1997 con la 65ª posizione; nel doppio è diventata, il 2 aprile 2001, la 75º del ranking WTA.
Nel corso della sua carriera ha conquistato tre titoli WTA in doppio, sempre in coppia con la connazionale Miho Saeki: due Tier III (Japan Open Tennis Championships 1995 e Regions Morgan Keegan Championships and the Cellular South Cup 2005) e un Tier IV (Pattaya Women's Open 1996).
Nei tornei del grande slam non è mai riuscita ad andare oltre al secondo turno, mentre nel doppio ha raggiunto nel 1998 i quarti di finale dell'US Open.
Come junior nel 1993, in singolare, è stata sconfitta in finale nell'US Open dall'italiana Maria Francesca Bentivoglio. Nello stesso anno, in coppia con la connazionale Hiroko Mochizuki, ha raggiunto le finali dell'US Open e del torneo di Wimbledon.
Ha fatto parte della squadra giapponese di Fed Cup dal 1998 al 2004.

## Statistiche

### Singolare

#### Finali perse (1)
| Legenda: Prima del 2009 | Legenda: Dal 2009     |
| ----------------------- | --------------------- |
| Grande Slam (0)         |                       |
| WTA Championships (0)   |                       |
| Tier I (0)              | Premier Mandatory (0) |
| Tier II (0)             | Premier 5 (0)         |
| Tier III (0)            | Premier (0)           |
| Tier IV & V (1)         | International (0)     |

| N. | Data           | Torneo                        | Superficie | Avversaria in finale | Punteggio |
| 1. | 22 aprile 1997 | Indonesia Open 1997, Giacarta | Cemento    | Naoko Sawamatsu      | 3-6, 2–6  |

### Doppio

#### Vittorie (3)
| Legenda: Prima del 2009 | Legenda: Dal 2009     |
| ----------------------- | --------------------- |
| Grande Slam (0)         |                       |
| WTA Championships (0)   |                       |
| Tier I (0)              | Premier Mandatory (0) |
| Tier II (0)             | Premier 5 (0)         |
| Tier III (2)            | Premier (0)           |
| Tier IV & V (1)         | International (0)     |

| N. | Data             | Torneo                                                                       | Superficie  | Partner    | Avversarie in finale           | Punteggio     |
| 1. | 10 aprile 1995   | Japan Open Tennis Championships 1995, Tokyo                                  | Cemento     | Miho Saeki | Kyōko Nagatsuka Ai Sugiyama    | 6–7, 6–4, 7-6 |
| 1. | 18 novembre 1996 | Pattaya Women's Open 1996, Pattaya                                           | Cemento     | Miho Saeki | Tina Križan Nana Miyagi        | 6–2, 6–3      |
| 2. | 14 febbraio 2005 | Regions Morgan Keegan Championships and the Cellular South Cup 2005, Memphis | Cemento (i) | Miho Saeki | Laura Granville Abigail Spears | 6–3, 6–4      |

#### Finali perse (2)
| Legenda: Prima del 2009 | Legenda: Dal 2009     |
| ----------------------- | --------------------- |
| Grande Slam (0)         |                       |
| WTA Championships (0)   |                       |
| Tier I (0)              | Premier Mandatory (0) |
| Tier II (0)             | Premier 5 (0)         |
| Tier III (1)            | Premier (0)           |
| Tier IV & V (1)         | International (0)     |

| N. | Data            | Torneo                                              | Superficie | Partner         | Avversarie in finale           | Punteggio     |
| 1. | 22 aprile 1997  | Indonesia Open 1997, Giacarta                       | Cemento    | Lenka Němečková | Kerry-Anne Guse Kristine Kunce | 4–6, 7–5, 5–7 |
| 1. | 8 novembre 1999 | Commonwealth Bank Tennis Classic 1999, Kuala Lumpur | Cemento    | Rika Hiraki     | Jelena Kostanić Tina Pisnik    | 6–3, 2–6, 4–6 |

### Risultati in progressione
| Sigla | Risultato               |
| ----- | ----------------------- |
| V     | Vincitore               |
| F     | Finalista               |
| SF    | Semifinalista           |
| O     | Oro olimpico            |
| A     | Argento olimpico        |
| SF    | Bronzo olimpico         |
| QF    | Quarti di Finale        |
| 4T    | Quarto turno            |
| 3T    | Terzo turno             |
| 2T    | Secondo turno           |
| 1T    | Primo turno             |
| RR    | Round Robin             |
| LQ    | Turno di qualificazione |
| A     | Assente                 |
| ND    | Non disputato           |

| Legenda superfici    |
| -------------------- |
| Cemento              |
| Terra battuta        |
| Erba                 |
| Superficie variabile |

#### Singolare nei tornei del Grande Slam
| Torneo          | 1991 | 1992 | 1993 | 1994 | 1995 | 1996 | 1997 | 1998 | 1999 | 2000 | 2001 | 2002 | 2003 | 2004 | 2005 |
| --------------- | ---- | ---- | ---- | ---- | ---- | ---- | ---- | ---- | ---- | ---- | ---- | ---- | ---- | ---- | ---- |
| Australian Open | A    | 3T   | 1T   | 2T   | 1T   | 1T   | 2T   | 4T   | 1T   | A    | A    | A    | A    | A    | A    |
| Open di Francia | 1T   | A    | 2T   | A    | 1T   | 3T   | 2T   | 1T   | A    | A    | A    | A    | A    | A    | A    |
| Wimbledon       | 3T   | 4T   | 4T   | 4T   | 4T   | 1T   | 2T   | 1T   | A    | 1T   | A    | A    | A    | A    | A    |
| US Open         | 2T   | 1T   | 1T   | 1T   | 1T   | 1T   | 2T   | 1T   | A    | A    | A    | A    | A    | A    | A    |

#### Doppio nei tornei del Grande Slam
| Torneo          | 1991 | 1992 | 1993 | 1994 | 1995 | 1996 | 1997 | 1998 | 1999 | 2000 | 2001 | 2002 | 2003 | 2004 | 2005 |
| --------------- | ---- | ---- | ---- | ---- | ---- | ---- | ---- | ---- | ---- | ---- | ---- | ---- | ---- | ---- | ---- |
| Australian Open | A    | A    | A    | A    | A    | 2T   | 1T   | 1T   | 1T   | 1T   | 3T   | A    | A    | A    | A    |
| Open di Francia | A    | A    | A    | A    | 1T   | A    | 2T   | 1T   | 2T   | 1T   | 1T   | A    | A    | A    | A    |
| Wimbledon       | A    | A    | A    | A    | A    | 1T   | 2T   | 1T   | 1T   | 1T   | 1T   | A    | A    | 1T   | A    |
| US Open         | A    | A    | A    | A    | A    | 1T   | 1T   | QF   | 1T   | 1T   | 1T   | A    | A    | A    | A    |

#### Doppio misto nei tornei del Grande Slam
Nessuna partecipazione